# Congreso de la República del Perú (1829-1992)
El Congreso de la República del Perú (Congreso de la República Peruana hasta 1979) era la representación del poder legislativo peruano entre 1829 y 1992. Estaba compuesto por dos cámaras: el Senado y la Cámara de Diputados, creadas por la Constitución de 1828. Sesionó por primera vez el 31 de agosto de 1829. El primer presidente del Senado (y del Congreso) fue Andrés Reyes y Buitrón. El primer presidente de la Cámara de Diputados fue Juan Antonio Távara.
La estructura bicameral del Congreso se mantuvo en todas las constituciones del Perú hasta 1992, con la breve excepción de 1867 que fue temporalmente unicameral. El último presidente del Senado (y del Congreso) fue Felipe Osterling Parodi. El último presidente de la Cámara de Diputados fue Roberto Ramírez del Villar. Tras ello, el parlamento fue cerrado y reemplazado por un congreso constituyente, que redactó una nueva constitución.
La actual estructura unicameral del Congreso peruano está definida por el texto constitucional de 1993.

## Historia

### Congreso Constituyente del Perú (1822)
Tras declararse la Independencia del Perú, José de San Martín convocó a elecciones para un congreso constituyente que definiera la forma de gobierno de los Departamentos Libres del Perú, además de dictaminar una constitución política. El 20 de septiembre de 1822 se instaló el Congreso Constituyente, que estableció la forma republicana de gobierno e inició la redacción de la primera carta magna del Perú.
La Constitución de 1823 definió la estructura del Congreso de la siguiente manera:
Artículo 51. El Congreso del Perú en quien reside exclusivamente el ejercicio del Poder Legislativo, se compone de todos los Representantes de la Nación, elegidos por las provincias.
Así, pues, se conformaba un organismo unicameral, el «Congreso del Perú»; pero también se creaba un Senado, diferente a los poderes ejecutivo y legislativo, como una entidad administrativa de supravigilancia. Sin embargo, la constitución no llegó a entrar en vigencia, debido a que fue suspendida por el propio Congreso Constituyente el día anterior a su promulgación (11 de noviembre de 1823). Fue restablecida el 11 de junio de 1827, pero solo para ser reemplazada un año después por la Constitución de 1828.

### Congreso General Constituyente del Perú (1827)
Tras el fin de la guerra de Independencia y el experimento fallido de la Constitución Vitalicia bolivariana, el gobierno provisorio de Andrés de Santa Cruz convocó a un nuevo congreso constituyente (el segundo de la historia peruana) para que eligiera a un nuevo Presidente de la República y definiera un texto constitucional para el país. Este nuevo congreso se instaló el 4 de junio de 1827, restableció la Constitución de 1823 y eligió a José de la Mar como presidente.
La Constitución de 1828 definió la estructura del Congreso de la siguiente manera:

Artículo 10. El Poder Legislativo se ejerce por un Congreso compuesto de dos Cámaras, una de Diputados y otra de Senadores. [...]
Artículo 11. La Cámara de Diputados se compondrá de Representantes elegidos por medio de Colegios Electorales de Parroquia y de Provincia.[...]

Artículo 24. El Senado se compondrá de tres Senadores por cada departamento [...].
Así, el «Congreso de la República Peruana» se instituyó como un organismo bicameral, compuesto por la Cámara de Diputados y el Senado. La constitución rigió durante 6 años, hasta ser reemplazada por la Constitución de 1834. Pero, a pesar de su breve duración, su importancia radica en que instaló las bases constitucionales del Perú, siendo el modelo de las siguientes constituciones hasta el siglo XX. Por ello, el jurista peruano Manuel Vicente Villarán la calificó como «la madre de todas nuestras constituciones».
El 31 de agosto de 1829 se instaló el primer Congreso bicameral, eligiendo a Andrés Reyes y Buitrón como primer presidente del Senado (y del Congreso) y a Juan Antonio Távara como primer presidente de la Cámara de Diputados.
Todos los textos constitucionales hasta 1992 (a excepción de la Constitución efímera de 1867) establecieron el poder legislativo peruano en un Congreso bicameral. En los años 1850, Bartolomé Herrera propuso atribuir mayor poder que el poder legislativo a los senadores como elegir un presidente del poder ejecutivo, mientras los diputados representados por también comerciantes y militares solo se limitaban en intermediar entre senadores y el presidente; pero no fue aplicado.

### Asamblea Constituyente del Perú (1978)
En 1977 el Gobierno Revolucionario de la Fuerza Armada convocó a elecciones para conformar una asamblea constituyente, con el objetivo de reemplazar la carta magna de 1933 y abrir el paso para la transición a la democracia. La Asamblea Constituyente electa se instaló el 28 de julio de 1978 e inició la redacción de una nueva constitución. 
La Constitución de 1978, además de establecer el nombre oficial de «República del Perú» (en lugar de «República Peruana»), definió la estructura del Congreso de la siguiente manera:

Artículo 164. El Congreso se compone de dos Cámaras: El Senado y la Cámara de Diputados. [...]
Artículo 166. El Senado se elige por un período de cinco años. El número de Senadores elegidos es de sesenta. [...]

Artículo 167. La cámara de Diputados es elegida por un período de cinco años. [...] El número de Diputados es de ciento ochenta.
Las principalmente innovaciones de la Constitución en este sentido fueron la elección simúltanea de los representantes del poder ejecutivo y legislativo, con un mandato de 5 años (antes, las constituciones establecían la renovación del Congreso por mitades o por tercios), y la facultad del Presidente de la República de disolver la Cámara de Diputados (pero no el Senado). Mientras el texto estuvo vigente, se eligieron sucesivamente las legislaturas de 1980-1985, 1985-1990 y 1990-1992. El 26 de julio de 1990 se instaló el último Congreso bicameral.

### Autogolpe de Estado y Congreso Constituyente Democrático (1992)
Tras las elecciones generales de 1990, fue elegido presidente Alberto Fujimori. Su partido, Cambio 90, no alcanzó la mayoría en las cámaras legislativas, dominadas por las fuerzas opositoras del Frente Democrático y el Apra. Pese a ello, el 26 de julio de ese año fueron elegidos como presidentes de las cámaras miembros del partido oficialista: Máximo San Román (Senado) y Víctor Paredes Guerra (Cámara de Diputados).
No obstante, las tensiones entre ambos poderes del Estado estaban en aumento. La debilidad de las instituciones gubernamentales se agravó debido a la crisis económica y la lucha contra el terrorismo. El 26 de julio de 1991 fueron elegidos los últimos presidentes del Congreso bicameral: Felipe Osterling Parodi (como Presidente del Senado) y Roberto Ramírez del Villar (como Presidente de la Cámara de Diputados), pertenecientes a la oposición.
Ante la negativa del Congreso para concederle amplios poderes para legislar sin fiscalización, Fujimori ordenó el cierre del Congreso de la República y la intervención en otros organismos del Estado y medios de comunicación (5 de abril de 1992). Este evento fue el último golpe de Estado en la historia del Perú.
Dada la presión internacional, Fujimori convocó a elecciones a un congreso constituyente. El Congreso Constituyente Democrático (con mayoría oficialista) restableció la vigencia de la Constitución de 1979 y comenzó la redacción de un nuevo texto constitucional. La nueva carta magna estableció un cambio radical en la estructura del Congreso: se abolió la bicameralidad parlamentaria y se impuso la unicameralidad.
Artículo 90. El Poder Legislativo reside en el Congreso, el cual consta de Cámara Única. El número de congresistas es de ciento veinte. El Congreso se elige por un período de cinco años mediante un proceso electoral organizado conforme a ley.
En 2011, se amplió el número de congresistas a 130, que se mantiene hasta la actualidad.

## Periodos parlamentarios
| Congreso | Congreso              | Instalación             | Clausura                 | Constitución         |
| -------- | --------------------- | ----------------------- | ------------------------ | -------------------- |
| I        | Congreso de 1829      | 31 de agosto de 1829    | 20 de diciembre de 1829  | Constitución de 1828 |
| II       | Congreso de 1831      | 27 de abril de 1831     | 26 de septiembre de 1831 | Constitución de 1828 |
| III      | Congreso de 1832      | 30 de julio de 1832     | 22 de diciembre de 1832  | Constitución de 1828 |
| IV       | Congreso de 1845-1848 | 16 de abril de 1845     | 9 de marzo de 1848       | Constitución de 1839 |
| V        | Congreso de 1849-1850 | 16 de junio de 1849     | 26 de marzo de 1850      | Constitución de 1839 |
| VI       | Congreso de 1851      | 20 de marzo de 1851     | 25 de julio de 1851      | Constitución de 1839 |
| VII      | Congreso de 1851-1852 | 28 de julio de 1851     | 25 de febrero de 1852    | Constitución de 1839 |
| VIII     | Congreso de 1853      | 28 de julio de 1853     | 17 de noviembre de 1853  | Constitución de 1839 |
| IX       | Congreso de 1858-1859 | 12 de octubre de 1858   | 25 de mayo de 1859       | Constitución de 1856 |
| X        | Congreso de 1860-1861 | 16 de noviembre de 1860 | 25 de mayo de 1861       | Constitución de 1860 |
| XI       | Congreso de 1862-1865 | 28 de julio de 1862     | 1 de febrero de 1865     | Constitución de 1860 |
| XII      | Congreso de 1868-1871 | 28 de julio de 1868     | 30 de enero de 1871      | Constitución de 1860 |
| XIII     | Congreso de 1872-1876 | 28 de julio de 1872     | 10 de julio de 1876      | Constitución de 1860 |
| XIV      | Congreso de 1876-1879 | 28 de julio de 1876     | 18 de mayo de 1879       | Constitución de 1860 |
| XV       | Congreso de 1879-1881 | 28 de julio de 1879     | 23 de agosto de 1881     | Constitución de 1860 |
| XVI      | Congreso de 1883      | 28 de abril de 1883     | 20 de junio de 1883      | Constitución de 1860 |
| XVII     | Congreso de 1886-1889 | 30 de mayo de 1886      | 26 de julio de 1889      | Constitución de 1860 |
| XVIII    | Congreso de 1889-1891 | 28 de julio de 1889     | 25 de octubre de 1891    | Constitución de 1860 |
| XIX      | Congreso de 1892-1894 | 28 de julio de 1892     | 25 de octubre de 1894    | Constitución de 1860 |
| XX       | Congreso de 1895-1900 | 30 de agosto de 1895    | 25 de octubre de 1900    | Constitución de 1860 |
| XXI      | Congreso de 1901-1906 | 28 de julio de 1901     | 12 de diciembre de 1906  | Constitución de 1860 |
| XXII     | Congreso de 1907-1912 | 28 de julio de 1907     | 23 de diciembre de 1912  | Constitución de 1860 |
| XXIII    | Congreso de 1913-1918 | 28 de julio de 1913     | 9 de diciembre de 1918   | Constitución de 1860 |
| XXIV     | Congreso de 1919-1924 | 29 de diciembre de 1919 | 11 de octubre de 1924    | Constitución de 1920 |
| XXV      | Congreso de 1924-1929 | 12 de octubre de 1924   | 11 de octubre de 1929    | Constitución de 1920 |
| XXVI     | Congreso de 1929-1930 | 12 de octubre de 1929   | 25 de agosto de 1930     | Constitución de 1920 |
| XXVII    | Congreso de 1939-1945 | 8 de diciembre de 1939  | 27 de julio de 1945      | Constitución de 1933 |
| XXVIII   | Congreso de 1945-1948 | 28 de julio de 1945     | 2 de noviembre de 1948   | Constitución de 1933 |
| XXIX     | Congreso de 1950-1956 | 28 de julio de 1950     | 27 de julio de 1956      | Constitución de 1933 |
| XXX      | Congreso de 1956-1962 | 28 de julio de 1956     | 24 de julio de 1962      | Constitución de 1933 |
| XXXI     | Congreso de 1963-1968 | 28 de julio de 1963     | 3 de octubre de 1968     | Constitución de 1933 |
| XXXII    | Congreso de 1980-1985 | 28 de julio de 1980     | 7 de junio de 1985       | Constitución de 1979 |
| XXXIII   | Congreso de 1985-1990 | 28 de julio de 1985     | 31 de mayo de 1990       | Constitución de 1979 |
| XXXIX    | Congreso de 1990-1992 | 27 de julio de 1990     | 5 de abril de 1992       | Constitución de 1979 |

## Funciones

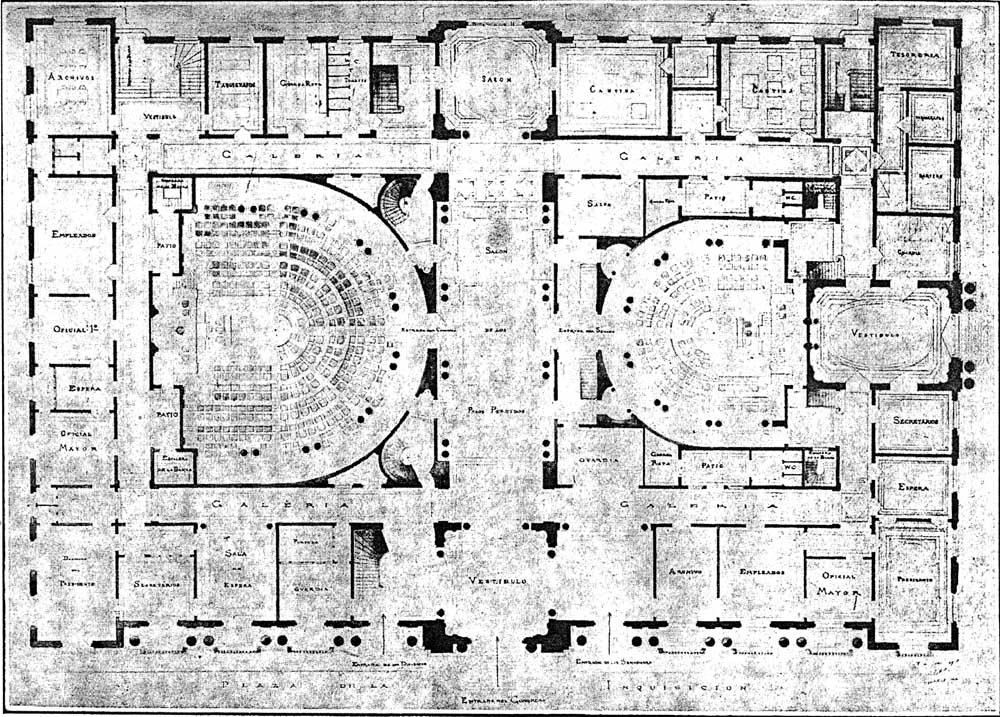
Plano del Palacio del Congreso (1908). Se observa la cámara de Senadores a la derecha y la de Diputados a la izquierda, separadas por el salón de los pasos perdidos.

La Constitución de 1979 mantuvo la estructura bicameral del Congreso pero, a diferencia de los anteriores textos constitucionales, tuvo el cuidado de definir con detalle y repartir ciertas competencias y atribuciones parlamentarias.
El Congreso, en conjunto, tenía las siguientes atribuciones:
- Dación de leyes y resoluciones legislativas, incluyendo su interpretación, modificación o derogación.
- Custodia del respeto de la Constitución y de las leyes, e implementación de la responsabilidad de los infractores.
- Aprobación de tratados o convenios internacionales.
- Aprobación del Presupuesto y la Cuenta General, elaborados por el Poder Ejecutivo.
- Autorización de empréstitos.
- Ejercicio del derecho de amnistía.
- Aprobación de la demarcación territorial, propuesta el Poder Ejecutivo.
- Autorización al Presidente de la República para salir del país.
- Destitución del Presidente de la República.
- Aceptación de la renuncia del Presidente de la República.

### Senado de la República

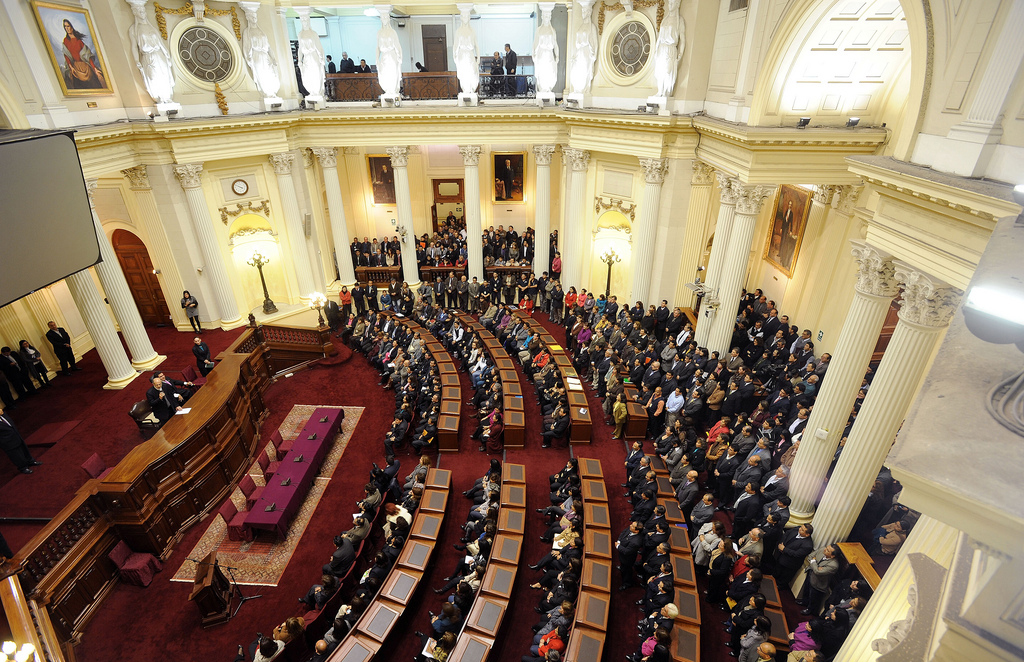
Vista panorámica del actual hemiciclo Raúl Porras Barrenechea, antes lugar de sesión del Senado de la República.

Asimismo, el Senado podía invitar a los ministros a rendir informes. Ratificaba los nombramientos (realizados por el Ejecutivo) de:
- Magistrados de la Corte Suprema.
- Fiscales ante la Corte Suprema.
- Presidente del Banco Central de Reserva.
- Embajadores y ministros plenipotenciarios.
- Ascensos de altos oficiales de las Fuerzas Armadas y la Policía.

Además, el Senado tenía a su cargo la designación de:
- Contralor general de la República (propuesto por el presidente de la República).
- Miembros del Directorio del Banco Central de Reserva (tres de siete).

Por último, el Senado determinaba si daba lugar a formación de causa a consecuencia las acusaciones hechas por la Cámara de Diputados.

### Cámara de Diputados

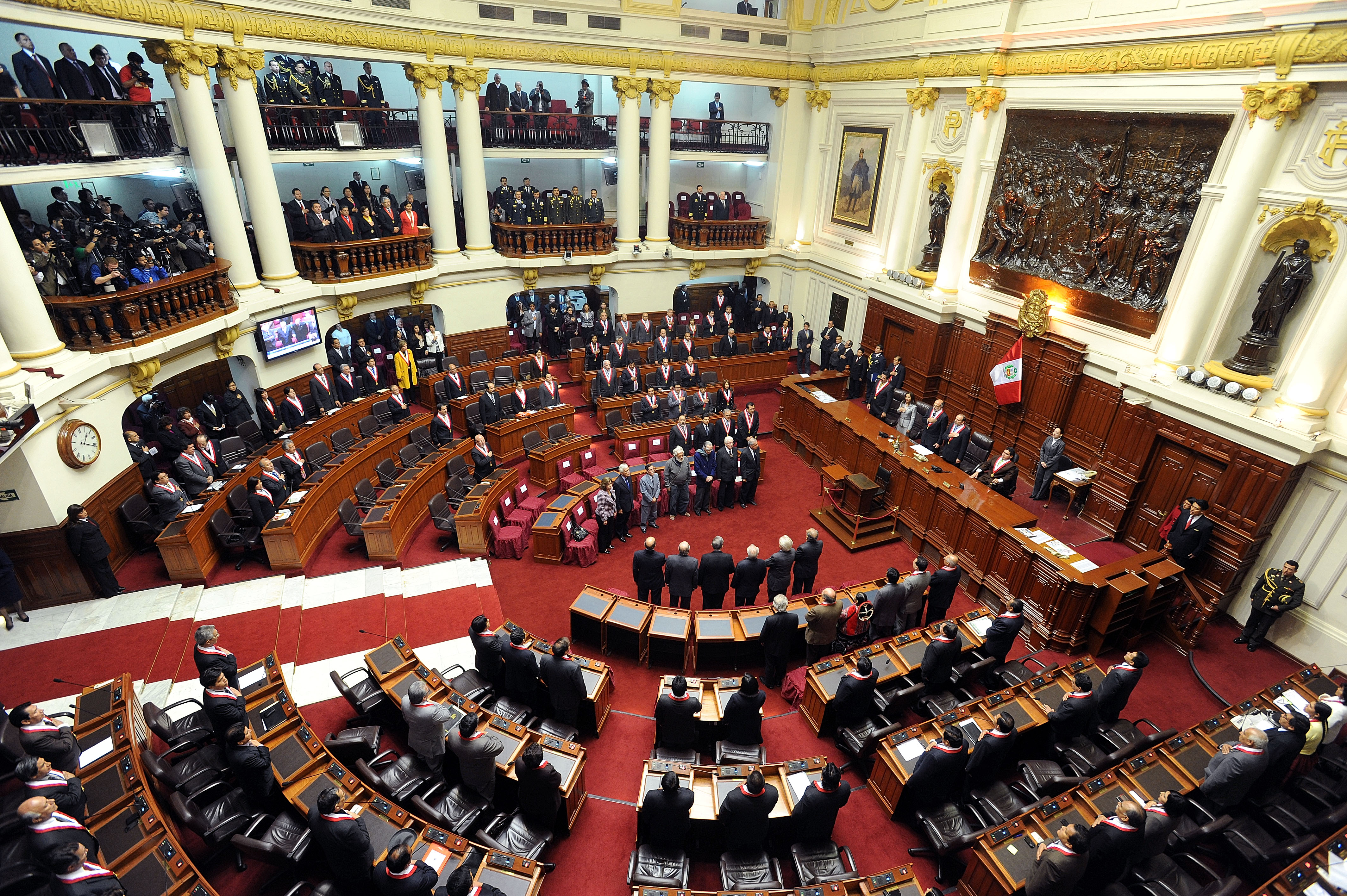
Vista panorámica del hemiciclo del actual Congreso, antes lugar de sesión de la Cámara de Diputados.

Por otro lado, la Cámara de Diputados ejercía el control político del Ejecutivo:
- Interpelación, censura o extensión de confianza a los ministros.
- Acusación ante el Senado contra el Presidente de la República, ministros de Estado, miembros del Tribunal Constitucional, miembros del Consejo Nacional de la Magistratura y otros altos funcionarios.

## Presidentes
La Constitución de 1979 establecía que los presidentes del Senado y de la Cámara de Diputados se turnaban en el ejercicio de la Presidencia del Congreso. La sesión de instalación era presidida por el del Senado. Durante su vigencia, fueron presidentes de ambas cámaras:
| Nombre                            | Inicio                | Partido                   |
| --------------------------------- | --------------------- | ------------------------- |
| Julio Óscar Trelles Montes        | 26 de julio de 1980   | Acción Popular            |
| Javier Alva Orlandini             | 26 de julio de 1981   | Acción Popular            |
| Sandro Mariátegui Chiappe         | 26 de julio de 1982   | Acción Popular            |
| Ricardo Monteagudo Monteagudo     | 26 de julio de 1983   | Acción Popular            |
| Manuel Ulloa Elías                | 26 de julio de 1984   | Acción Popular            |
| Luis Alberto Sánchez Sánchez      | 26 de julio de 1985   | Partido Aprista Peruano   |
| Armando Villanueva del Campo      | 26 de julio de 1986   | Partido Aprista Peruano   |
| Ramiro Prialé Prialé              | 26 de julio de 1987   | Partido Aprista Peruano   |
| Jorge Lozada Stanbury             | 25 de febrero de 1988 | Partido Aprista Peruano   |
| Romualdo Gustavo Biaggi Rodríguez | 26 de julio de 1988   | Partido Aprista Peruano   |
| Humberto Carranza Piedra          | 26 de julio de 1989   | Partido Aprista Peruano   |
| Máximo San Román Cáceres          | 26 de julio de 1990   | Cambio 90                 |
| Felipe Osterling Parodi           | 26 de julio de 1991   | Partido Popular Cristiano |

| Nombre                              | Inicio              | Partido                   |
| ----------------------------------- | ------------------- | ------------------------- |
| Francisco Belaunde Terry            | 26 de julio de 1980 | Acción Popular            |
| Luis Ciro Pércovich Roca            | 26 de julio de 1981 | Acción Popular            |
| Valentín Demetrio Paniagua Corazao  | 26 de julio de 1982 | Acción Popular            |
| Dagoberto Láinez Vodanovic          | 26 de julio de 1983 | Acción Popular            |
| Elías Mendoza Habersperger          | 26 de julio de 1984 | Acción Popular            |
| Luis Alberto Negreiros Criado       | 26 de julio de 1985 | Partido Aprista Peruano   |
| Fernando León de Vivero             | 26 de julio de 1986 | Partido Aprista Peruano   |
| Luis Juan Alva Castro               | 26 de julio de 1987 | Partido Aprista Peruano   |
| Héctor Vargas Haya                  | 26 de julio de 1988 | Partido Aprista Peruano   |
| Fernando León de Vivero             | 26 de julio de 1989 | Partido Aprista Peruano   |
| Luis Alvarado Contreras             | 26 de enero de 1990 | Partido Aprista Peruano   |
| Víctor Felipe Paredes Guerra        | 26 de julio de 1990 | Cambio 90                 |
| Roberto Ramírez del Villar Beaumont | 26 de julio de 1991 | Partido Popular Cristiano |

## Intentos de restauración
Tras el final del gobierno fujimorista y la transición a la democracia, se han realizado varios intentos de restauración de la estructura bicameral del Congreso peruano. El intento más reciente fue en 2018, mediante un proyecto de reforma constitucional presentado por el presidente Martín Vizcarra. El proyecto original mantenía un total de 130 integrantes, divididos en 100 diputados y 30 senadores. Sin embargo, pese a la buena acogida inicial, el Ejecutivo acusó de «desnaturalización» del proyecto al Congreso y llamó a votar en contra. En el subsiguiente referéndum, la reforma fue rechazada.
Tras la elección de un Congreso complementario en 2020, se han presentado varias iniciativas para restablecer el Senado.
En marzo del 2024, en plena crisis política, se aprobó el retorno al sistema bicameral en segunda votación en el Pleno del congreso por la reforma constitucional que se aprobó en primera votación durante la anterior legislatura, el 16 de noviembre del 2023. Se planificó que, a partir de julio del 2026, el poder legislativo tendrá dos cámaras, en que diputados y senadores serán elegidos en las elecciones generales de 2026 . La Cámara de Diputados estará conformada por 130 diputados y la Cámara de Senadores estará conformada por 60 senadores que serán elegidos por un periodo de cinco años con reelección inmediata. Sin embargo, esta reforma tuvo mayormente rechazo de la población peruana en el pasado. 